# Sarampinho
Conhecido como sarampinho (Amblycirrhitus pinos), é uma espécie de peixe recifal marinho que pertence ao gênero Amblycirrhitus e à família Cirrhitidae. A espécie é nativa do Atlântico Ocidental. Sua autoridade científica é Mowbray, sendo descoberto no ano de 1927.

## Aparência
É um peixe pequeno de fundo que pode chegar à medir entre 9,5 cm, mas há relatos de crescerem 10 cm. Suas barbatanas não possuem espinhos venenosos, tanto que as vezes são confundidos como peixes-pedra. Em seu rosto possuem pintas vermelhas, no que dá o nome de ''sarampinho''. Seu corpo possui listras marrons e uma listra preta próxima à cauda. Sua cauda normalmente é branca, mas as vezes podem possuir detalhes em rosa ou roxo.

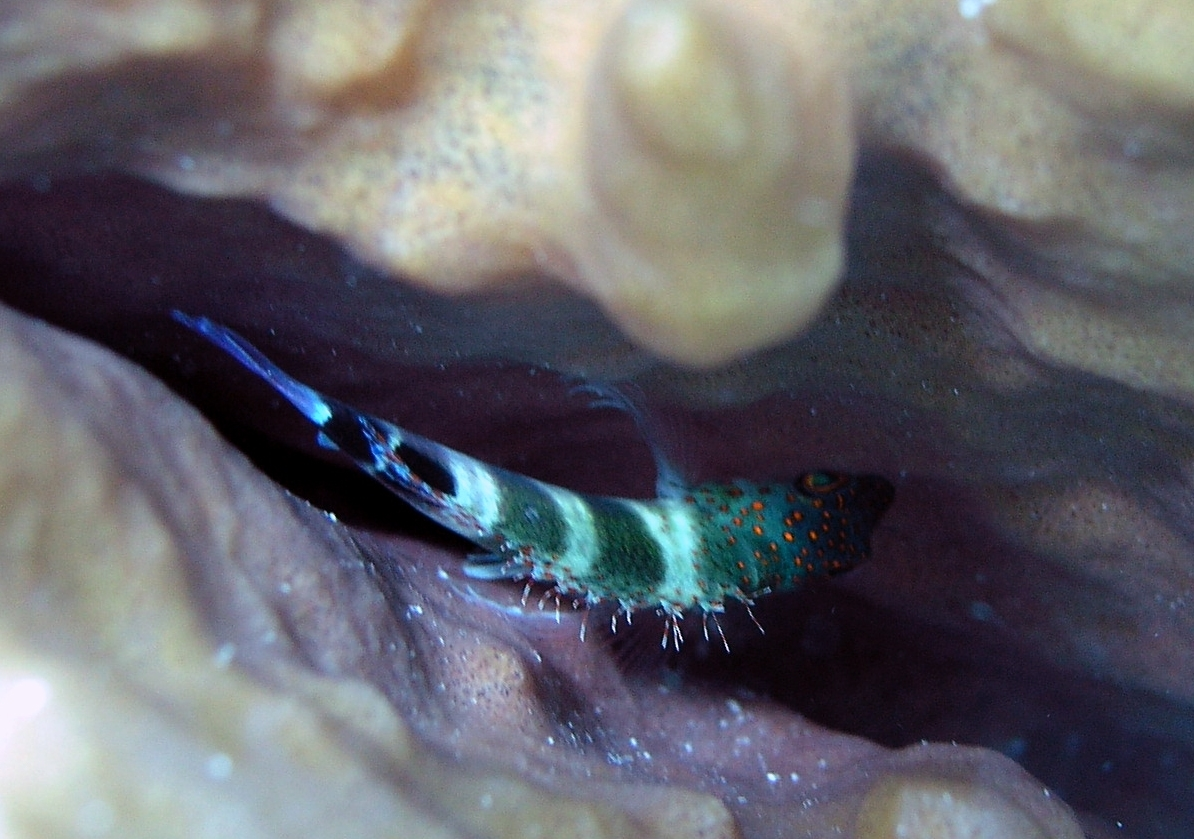
Sarampinho escondido em meio de ramos de coral nas Ilhas Virgens, no Caribe.

## Biologia
Vive no fundo rochoso ou coralino em recifes de corais de clima tropical. É uma espécie solitária de hábito diurno que passa bastante tempo imóvel. O sarampinho é um peixe desconfiado, raramente permite que os mergulhadores se aproximem.

## Distribuição
Os sarampinhos são nativos do Atlântico Ocidental, podendo ser encontrado no sul da Flórida (USA), Bahamas e em todo o Mar do Caribe até a costa do Rio de Janeiro, Brasil.
Há relatos de serem encontrados no Atlântico Central, na Ilha de Santa Helena.

## Em aquário
Por ser um peixe nacional, pode ser encontrado na faixa dos R$ 50,00. De acordo com a LiveAquaria, é uma espécie fácil de se manter em aquários e pode ficar em aquários de 30 litros.